# Обсерватория Шрётера
Обсерватория Шрётера — любительская астрономическая обсерватория, основанная в 1784 году в Лилиентале, Германия немецким астрономом-любителем Иоганном Шрётером. Обсерватория также носит название Лилиентальская обсерватория.

## Руководители обсерватории
- Шрётер, Иоганн Иероним — основатель и единственный руководитель обсерватории

## История обсерватории
В 1786 году было построено двухэтажное здание обсерватории с раздвижной крышей на втором этаже. В 1799 году она была полностью продана английскому королю Георгу III с договоренностью, что после смерти Шрётера обсерватория будет передана Геттингенскому университету. В 1813 году во время Наполеоновских войн все рукописи, содержащие наблюдения, были сожжены французскими войсками. Обсерватория осталась невредима. После смерти Шрётера (1816 год) обсерватория пришла в упадок, и в 1850 году последние остатки здания обсерватории были снесены. Сейчас в Лилиентале есть музей, посвященный обсерватории, в котором представлены оригинальные инструменты и модель полуметрового телескопа.

## Инструменты обсерватории
- Ахроматический рефрактор Dolland с D=57 мм, F=91см (куплен в 1779 году)
- Рефлектор Гершеля с D=12 см, F=122см (куплен в 1784 году) — оптику сделал Гершель, а телескоп собрал Шрётер
- Рефлектор Гершеля с D=16.5 см, F=214см (куплен в 1786 году) — оптику сделал Гершель, а телескоп собрал Шрётер
- Рефлектор Шрётера с D=16.5 см, F=214см (изготовлен самостоятельно в 1792 году по подобию телескопа Гершеля)
- Рефлектор Шрётера с D=24 см, F=296см (изготовлен самостоятельно в 1792 году)
- Гигантский рефлектор Шрётера с D=50,8 см, F=8,25 м — Шрётер сам изготовил телескоп в течение 1793—1794 годов!
- Рефрактор Dolland с D=10 см, F=3 м (для сравнения по качеству с собственными инструментами, 1795 год)
- Рефлектор Gefken с F=2.14 м (1803 год)
- Рефлектор Шрётера с D=30.5 см, F=5.57м (изготовлен самостоятельно в 1805 году)
- Два рефрактора Фраунгофера с фокусами F=91 см и F=3.69м (куплены в 1806 году) — Шрётера не удовлетворили их оптические качества
- Рефлектор D=30.5 см, F=6.1м (1807 год)

## Направления исследований
- Наблюдения планет
- Поиск астероидов

## Основные достижения
- Открытие астероида (3) Юнона - Хардинг, Карл Людвиг
- Создание карт Марса
- Обнаружение аномалий в фазах Венеры
- Картография Луны (Selenetopographische Fragmente)

## Известные сотрудники
- Карл Людвиг Хардинг
- Фридрих Вильгельм Бессель